# Дубравин, Иосиф Борисович
Иосиф Борисович Дубравин (2 февраля 1900, Николаев — 6 декабря 1979, Вильнюс) — русский советский театральный актёр.

## Биография
Родился в 1900 году в Николаеве, Российская империя.
В 1920—1947 годах — актёр театров в разных городах СССР.
В 1926 году исполнил главную роль в немом фильме «Блуждающие звёзды» режиссёра Григория Гричер-Чериковера.
В 1947—1960 годах — актёр Русского драматического театра Литовской ССР в Вильнюсе.
В 1957 году окончил Московский институт театрального искусства им. Луначарского.
В 1960 году удостоен звания Заслуженный артист Литовской ССР, в 1968 году присвоено звание Заслуженного деятеля культуры Литовской ССР.
Умер в 1979 году в Вильнюсе.
Жена — народная артистка Литовской ССР Ольга Холина.